# Unidad de salida de renderizado
En gráficos por computadora, la unidad de salida de renderizado (del inglés render output unit) o tubería de operaciones de trama (ROP, del inglés raster operations pipeline) es un componente de hardware en las unidades de procesamiento de gráficos (GPU) modernas y uno de los pasos finales en el proceso de renderizado de las tarjetas gráficas modernas. Las tuberías de píxeles toman información de píxeles (cada píxel es un punto adimensional) y de téxel y la procesan, a través de operaciones específicas de matriz y vector, en un píxel final o valor de profundidad; este proceso se llama rasterización. Por lo tanto, los ROP controlan el antialiasing, cuando más de una muestra se fusiona en un píxel. Los ROP realizan las transacciones entre los búfer relevantes en la memoria local; esto incluye escribir o leer valores, así como combinarlos. El hardware antialiasing dedicado que se utiliza para realizar métodos de antialiasing basados en hardware como MSAA está contenido en ROP.
Todos los datos renderizados tienen que viajar a través del ROP para poder escribirse en el búfer de fotogramas, desde allí se pueden transmitir a la pantalla.
Por lo tanto, el ROP es donde la salida de la GPU se ensambla en una imagen de mapa de bits lista para mostrar.
Históricamente, la cantidad de ROP, unidades de mapeo de texturas (TMU) y unidades de procesamiento de sombreado/procesadores de flujo han sido iguales. Sin embargo, desde 2004, varias GPU han desacoplado estas áreas para permitir la asignación óptima de transistores para la carga de trabajo de la aplicación y el rendimiento de la memoria disponible. A medida que continúa la tendencia, se espera que los procesadores gráficos continúen desacoplando las diversas partes de sus arquitecturas para mejorar su adaptabilidad a futuras aplicaciones gráficas. Este diseño también permite a los fabricantes de chips crear una línea modular, donde las GPU de gama alta utilizan esencialmente la misma lógica que los productos de gama baja.